# حبیب‌الله خان طرزی

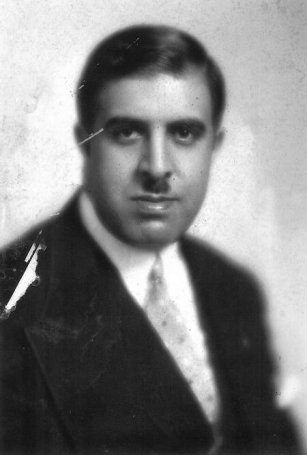
نگاره ای از حبیب الله خان طزری در جوانی

حبیب‌الله خان طرزی (پشتو: حبيب الله خان طرزي؛ زادهٔ ۱ ژانویهٔ ۱۸۹۶) دیپلمات اهل افغانستان بود و از سال ۱۹۲۳ تا ۱۹۲۴ نماینده هیئت افغانستان در پاریس بود. او در این مقام فعالیت داشت تا روابط دیپلماتیک و اقتصادی میان افغانستان و فرانسه را بهبود دهد. طرزی به عنوان نمیاندگی‌های موقت نقش مهمی در روابط خارجی افغانستان ایفا کرد و از سال ۱۹۳۳ تا ۱۹۳۹ در ژاپن بود.